# Universidade de Montreal
A Universidade de Montreal (em francês Université de Montréal) é uma das quatro universidades localizadas na cidade de Montreal, Canadá, província do Quebec. O campus principal da universidade está localizado na encosta norte do Monte Royal, nos bairros de Outremont e Côte-des-Neiges. A instituição é composta por treze faculdades, mais de sessenta departamentos e duas escolas afiliadas: a Polytechnique Montréal (Escola de Engenharia; antiga École Polytechnique de Montréal) e HEC Montréal (Escola de Negócios). Oferece mais de 650 programas de graduação e pós-graduação, incluindo 71 programas de doutorado.
A universidade foi fundada como um campus satélite da Université Laval em 1878. Tornou-se uma instituição independente após ter sido emitida uma carta papal em 1919 e uma carta provincial em 1920. A Université de Montréal mudou-se do Quartier Latin de Montreal para sua localização atual em Mount Royal em 1942. Tornou-se uma instituição secular com a aprovação de outra carta provincial em 1967.
A escola é mista e possui 34 335 alunos de graduação e 11 925 alunos de pós-graduação (excluindo escolas afiliadas). Ex-alunos e ex-alunos residem no Canadá e em todo o mundo, com ex-alunos notáveis servindo como funcionários do governo, acadêmicos e líderes empresariais.